# Fredius ykaa
Fredius ykaa is een krabbensoort uit de familie van de Pseudothelphusidae. De wetenschappelijke naam van de soort is voor het eerst geldig gepubliceerd in 2009 door Magalhães.